# Клайв Баркър
Клайв Баркър (на английски: Clive Barker) е британски писател, драматург, сценарист, режисьор, продуцент, актьор и художник.

## Биография
Роден е на 5 октомври 1952 г. в Ливърпул, Великобритания, но от 1996 г. насам живее в Бевърли Хилс, Калифорния.
Завършва английска филология и философия в Ливърпулския университет през 1974 г., но иска да се занимава с драматургия и създава театрална трупа. През 1976 г. трупата се установява в Лондон, където играе със завиден успех негови пиеси до разпадането си през 1982 г. Междувременно Баркър се насочва към белетристиката – денем съчинява пиеси, а нощем пише разкази, които успява да издаде през 1984 и 1985 г. в шест тома.
Дебютният му сборник „Кървави книги“ става бестселър във Великобритания, а когато излиза година по-късно в Щатите (където е посрещнат с идентичен възторг от литературната критика и читателите), Стивън Кинг казва: „Видях бъдещето на ужаса... и то се казва Клайв Баркър“.
Днес британецът е един от най-популярните съвременни автори на хорър и дарк фентъзи. Много от произведенията му са превърнати във филми и комикси, а книгите му са издадени в над 40 държави.

## Творчество
В началото на кариерата си Баркър пише предимно разкази и романи на ужаса („Кървави книги“, „The Damnation Game“, „Обречени на ада“), с които си спечелва прозвището „британския Стивън Кинг“, но сред по-късните му творби преобладават фентъзи романите с хорър елементи („Weaveworld“, „Cabal“, „The Great and Secret Show“, „Imajica“) и мрачните фентъзи приказки за деца и юноши („The Thief of Always“ и поредицата „Абарат“).
Баркър е фантастичен, метафоричен и сюрреалистичен, има специфичен стил и оригинални идеи, които го отличават от по-традиционните хорър автори. Една от главните идеи, които развива в книгите си, е съществуването на скрити паралелни светове. Той изследва в детайли митологията и обитателите на тези светове, като голяма част от книгите му са украсени с негови илюстрации.
Характерни за прозата му теми са нравите и пороците на съвременното общество, сексуалността, религията и свръхестественото.
Клайв обича да си играе с подсъзнанието на читателя, да шокира и да руши табута. Сцените на графичен ужас, които присъстват в много от произведенията му, го поставят сред най-видните представители на поджанра сплетърпънк, известен още като „екстремен хорър“. Но докато при автори като Ричард Леймън, Едуард Лий и Брайън Кийн екстремните сцени са до голяма степен самоцелни, при Баркър те са средство – литературен похват, който подчертава идеите му. Баркър не пише ужаси заради самите ужаси (както изтъква Стивън Кинг); творбите му винаги съдържат някакво скрито послание или поука.
Клайв Баркър е носител на наградите „Уърлд Фентъзи“, „Бритиш Фентъзи“ и „Брам Стокър“, а сред най-големите почитатели на творчеството му са известните писатели и режисьори Стивън Кинг, Нийл Геймън, Рамзи Кембъл, Дж. Г. Балард, Дейвид Кроненбърг, Уес Крейвън и Куентин Тарантино.
В знак на преклонение пред таланта на Баркър, Стивън Кинг включва цитат от сборника „Кървави книги“ в романа си „То“ и пише писмо до издателите на ливърпулския автор, в което казва: „Клайв Баркър е толкова добър, че направо си глътнах езика“.
През 2015 г. Клайв зарадва милионите си фенове с нов роман на ужаса – „The Scarlet Gospels“, – в който частният детектив Harry D'Amour (познат на читателите от „The Last Illusion“ и „Book of the Art“ 1 и 2) се изправя срещу демона Пинхед от „Обречени на ада“ и „Хелрейзър“.

### Романи
- 1985 – The Damnation Game
- 1986 – The Hellbound Heart
Обречени на ада (Плеяда, 1998)
- 1987 – Weaveworld
- 1988 – Cabal
- 1989 – The Great and Secret Show (first „Book of the Art“)
- 1991 – Imajica
- 1992 – The Thief of Always
- 1994 – Everville (second „Book of the Art“)
- 1996 – Sacrament
- 1998 – Galilee
- 2001 – Coldheart Canyon
- 2002 – Abarat (first book of the Abarat Quintet)
Абарат (ИнфоДАР, 2005)
- 2004 – Days of Magic, Nights of War (second book of the Abarat Quintet)
Абарат: Дни на магия, нощи на война (ИнфоДАР, 2007)
- 2007 – Mister B. Gone
- 2011 – Absolute Midnight (third book of the Abarat Quintet)
- 2015 – The Scarlet Gospels
Аленото евангелие (Колибри, 2018)

### Новели
- 2001 – Tortured Souls (reissue in 2015 as Tortured Souls: The Legend of Primordium)
- 2014 – Chiliad: A Meditation

### Сборници с разкази
- 1984 – Books of Blood, Volume 1
Кървави книги, том 1 (Колибри, 2012)
- 1984 – Books of Blood, Volume 2
Кървави книги, том 2 (Колибри, 2013)
- 1984 – Books of Blood, Volume 3
Кървави книги, том 3 (Колибри, 2013)
- 1985 – Books of Blood, Volume 4 (American title: The Inhuman Condition (1985))
Кървави книги, том 4 (Колибри, 2015)
- 1985 – Books of Blood, Volume 5 (American title: In the Flesh (1987))
Кървави книги, том 5 (Колибри, 2017)
- 1985 – Books of Blood, Volume 6 (American title: Lord of Illusions (1995))
Кървави книги, том 6 (Колибри, 2018)
- 2000 – The Essential Clive Barker: Selected Fiction (collection of short stories and extracts from his novels)
- 2009 – The Adventures of Mr. Maximillian Bacchus and His Traveling Circus
- 2013 – Clive Barker's First Tales
- 2015 – Tonight, Again: Tales of Love, Lust, and Everything in Between
- 2017 – Infernal Parade

#### Други
- 1984 – Clive Barker's A-Z of Horror (non fiction)
- 1990 – Clive Barker's Nightbreed Chronicles (non fiction)
- 1990 – Clive Barker, Illustrator (non fiction)
- 1992 – Illustrator II: The Art of Clive Barker (non fiction)
- 1995 – Incarnations: Three Plays (collection of plays)
- 1996 – Forms of Heaven: Three Plays (collection of plays)
- 2003 – Rare Flesh (non fiction)
- 2004 – The Hellraiser Chronicles (non fiction)
- 2005 – Visions of Heaven and Hell (non fiction)
- 2011 – The Painter, the Creature and the Father of Lies (non fiction)
- 2012 – Beneath The Surface of Clive Barker's Abarat (companion book)
- 2014 – Clive Barker: Imaginer (vol.1) (non fiction)
- 2015 – Clive Barker: Imaginer (vol.2) (non fiction)
- 2016 – Clive Barker: Imaginer (vol.3) (non fiction)
- 2017 – Clive Barker: Imaginer (vol.4) (non fiction)
- 2017 – Clive Barker: Imaginer (vol.5) (non fiction)
- 2018 – Clive Barker: Imaginer (vol.6) (non fiction)

## Филми
По сценарии, произведения и идеи на Баркър са заснети над 30 филма, като той се изявява като режисьор, продуцент или актьор в част от тях.
Девет от разказите в дебютния му сборник са екранизирани.
Най-известният филм на Баркър е режисираният от него „Hellraiser“ (1987) – екранизация на романа „Обречени на ада“, в която жаден за забранени удоволствия мъж отваря врата към измерението на демонични същества, наречени ценобити, за които болката е източник на върховна наслада. „Хелрейзър“ придобива култов статус сред хорър феновете по света, а ценобитът Пинхед (изигран от актьора Дъг Брадли) се превръща в един от най-популярните филмови злодеи.
За Пинхед са направени още 9 филма, първите три от които са продуцирани от Баркър и са излъчени на голям екран. Според феновете Hellbound: Hellraiser II (1988) не отстъпва по нищо на оригинала, но останалите серии от поредицата са посрещнати със смесени чувства. Нито едно от 9-те продължения не е по сценарий на Баркър.
Други известни филми по негови произведения са:
- Nightbreed (1990) – По романа „Cabal“, с участието на Дейвид Кроненбърг.
- Candyman (1992) – По разказа „Забраненият“ от пети том на „Кървави книги“. Популярна почти колкото „Хелрейзър“, тази екранизация разказва историята на отмъстителен дух, наречен „Кендимен“, който убива всеки, дръзнал да произнесе 5 пъти името му пред огледало. Филмът има две продължения, които не са по сценарий на Баркър.
- Lord of Illusions (1995) – По разказа „Последната илюзия“ от шести том на „Кървави книги“.
- Quicksilver Highway (1997) – По разказа „Бунтът срещу тялото“ от четвърти том на „Кървави книги“.
- The Midnight Meat Train (2008) – По разказа „Среднощният влак за месо“ от първи том на „Кървави книги“.

Баркър е режисьор на Hellraiser (1987), Nightbreed (1990) и Lord of Illusions (1995), и участва като актьор в Quicksilver Highway (1997) и в Sleepwalkers (1992), който е по сценарий на Стивън Кинг.
Сред режисьорите, филмирали произведения на Баркър, са Бърнард Роуз, Мик Гарис, Скот Дериксън, Джон Макнотън, Бил Кондън, Джон Харисън, Рик Бота, Тури Майер, Антъни Хикокс, Тони Рандъл, Дейвид Одел и Ryuhei Kitamura.

## Видеоигри
Видеоигри по идея, сценарий и дизайн на Баркър:
- Clive Barker's Undying (2001) (PC/Mac) /освен че работи по сюжета и визията на играта, Баркър озвучава един от главните герои/
- Clive Barker's Jericho (2007) (PC/PlayStation 3/Xbox 360)

## Комикси
Съществуват стотици комикси по сценарий, произведение или идея на Баркър, като повечето са издадени от Marvel Comics/Razorline, Marvel/Epic Comics, Eclipse Comics, Dark Horse Comics, IDW Publishing и Boom! Studios.
Клайв Баркър е съсценарист на „Clive Barker's Hellraiser“ и „Clive Barker's Next Testament“.

## Картини, рисунки и илюстрации
Баркър обича да илюстрира сам книгите си, като понякога рисува и кориците им. Най-много негови илюстрации има в романите „Абарат“ и „The Thief of Always“.
Изключително плодовит художник, той излага всяка година платната си в различни американски и британски художествени галерии.
Много от графиките и маслените му картини могат да бъдат намерени в албумите „Clive Barker, Illustrator“, „Visions of Heaven and Hell“ и „Clive Barker: Imaginer“.